# Gianpaolo Incerti
Gianpaolo Incerti (Milano, 9 marzo 1943) è un ex calciatore italiano, di ruolo attaccante.

## Caratteristiche tecniche
Poteva essere impiegato in molteplici ruoli dalla metà campo in avanti.

## Carriera
Cresce tra le file della Solbiatese, con cui conquista una promozione in Serie C.
Passa quindi al Lecco, con cui ottiene al primo anno la promozione in Serie A. Con i blucelesti disputa tre campionati, per poi essere acquistato dall'Atalanta, militante sempre nel massimo campionato.
Dopo due stagioni a Bergamo si trasferisce all'Arezzo in Serie B, per poi concludere la carriera al Modena in Serie C.

## Palmarès
- Campionato italiano Serie D: 1

Solbiatese: 1962-1963 (girone B)